# Selu Corona
Selu Corona est une corona, formation géologique en forme de couronne, située sur la planète Vénus par -42,5° S et 6° E. Elle est localisée dans le quadrangle de Kaiwan Fluctus. Elle a été nommée en référence à Selu, déesse Cherokee du grain. 

## Géographie et géologie
Selu Corona couvre une surface circulaire d'environ 300 km de diamètre. 